# Ryan Sessegnon
Kouassi Ryan Sessegnon (* 18. Mai 2000 in London) ist ein englischer Fußballspieler, der beim FC Fulham unter Vertrag steht.

## Vereine

### FC Fulham
Ryan Sessegnon debütierte am 9. August 2016 im Alter von sechzehn Jahren für den FC Fulham bei einem 3:2-Auswärtserfolg über Leyton Orient im EFL Cup. Eine Woche später bestritt er sein erstes Ligaspiel in der EFL Championship 2016/17 bei einem 1:1-Unentschieden gegen Leeds United. Bis zum Ende der Spielzeit bestritt er 25 Partien in der zweiten englischen Liga und erzielte dabei fünf Treffer. Als Auszeichnung für seine guten Leistungen wurde er als jüngster Spieler aller Zeiten in das PFA Team of the Year der EFL Championship gewählt. Am 28. Juni 2017 unterzeichnete der von diversen Erstligisten umworbene 17-Jährige seinen ersten bis 2020 gültigen Profivertrag bei Fulham.

### Tottenham Hotspur und Leihe nach Hoffenheim
Zur Saison 2019/20 wechselte Sessegnon zu Tottenham Hotspur. Die kolportierte Ablösesumme lag bei 27 Millionen Euro. Der Vertrag läuft bis 2025.
Anfang Oktober 2020 wechselte Sessegnon kurz vor dem Ende der Transferperiode bis zum Ende der Saison 2020/21 auf Leihbasis in die Bundesliga zur TSG 1899 Hoffenheim. In Deutschland war Sessegnon als variabler Spieler auf der linken Außenbahn in der Startelf gesetzt und absolvierte für Hoffenheim 23 Ligaspiele. In der Europa League erreichte Sessegnon mit Hoffenheim die Zwischenrunde, dort scheiterte man allerdings an Molde FK. Nach Saisonende kehrte er zu Tottenham zurück.
Im Sommer 2024 verließ er Tottenham Hotspur und wechselte zurück zum FC Fulham, wo er einen Zweijahresvertrag unterschrieb.

## Nationalmannschaft
Im November 2016 wurde Ryan Sessegnon erstmals in den Kader der englischen U19-Nationalmannschaft berufen. Am 10. November 2016 debütierte er für die U19-Juniorenauswahl bei einem 2:0-Sieg über die luxemburgische U19-Nationalmannschaft und erzielte dabei direkt sein erstes Tor. Im Sommer 2017 wurde er in den englischen Kader für die U19-Europameisterschaft berufen.